# 厳島丸 (森岡商会)
厳島丸（いつくしままる）は日本の移民会社森岡商会などの船。
スワン・ハンター社でイギリス、Elderslie Steam Ship社の「Fireshire」として建造される。1887年7月28日進水。同年9月竣工。1898年、Duke of Fife Steamship社の「デューク・オブ・ファイア (Duke of Fire)」となる。
1903年、「デューク・オブ・ファイア」は日本人のペルー移民を輸送した。その後日本の移民会社森岡商会の「厳島丸」（3882総トン）となって1906年に1回と1908年に2回ペルーへ向かっており、計4回の航海で4000人近くの移民を運んだ。「厳島丸」は故障によって漂流することが多かったため、移民から「いつつくか丸」と呼ばれたという。
1912年には竹村殖民商館によりブラジル移民の輸送に使用された。
のち、山下汽船、清水汽船などが所有し、1933年に解体された。